# Semiothisa albiapicata
Semiothisa albiapicata är en fjärilsart som beskrevs av W. Warren 1905. Semiothisa albiapicata ingår i släktet Semiothisa och familjen mätare. Inga underarter finns listade i Catalogue of Life.